# Thiville
Thiville – miejscowość i gmina we Francji, w Regionie Centralnym, w departamencie Eure-et-Loir.
Według danych na rok 1990 gminę zamieszkiwało 377 osób, a gęstość zaludnienia wynosiła 14 osób/km² (wśród 1842 gmin Regionu Centralnego Thiville plasuje się na 774. miejscu pod względem liczby ludności, natomiast pod względem powierzchni na miejscu 425.).